# Austin Blythe
Austin Blythe (Williamsburg, 16 giugno 1992) è un ex giocatore di football americano statunitense che ha militato nel ruolo di centro nella National Football League (NFL).

## Carriera

### Indianapolis Colts
Al college, Blythe giocò a football per gli Iowa Hawkeyes dal 2012 al 2015. Fu scelto nel corso del settimo giro (248º assoluto) nel Draft NFL 2016 dai Indianapolis Colts. Debuttò come professionista nel terzo turno contro i San Diego Chargers. Nella sua prima stagione fu la riserva dell'altro rookie Ryan Kelly, chiudendo con 8 presenze, di cui una come titolare.

### Los Angeles Rams
Il 16 maggio 2017, Blythe, dopo essere stato svincolato, firmò con i Los Angeles Rams. Nei playoff 2018, i Rams batterono i Cowboys e i Saints, qualificandosi per il loro primo Super Bowl dal 2001, perso contro i New England Patriots.

### Kansas City Chiefs
Blythe firmò con i Kansas City Chiefs il 5 aprile 2021. Nell'unica stagione con la squadra disputò 4 partite, nessuna delle quali come titolare.

### Seattle Seahawks
Il 21 marzo 2022 Blythe firmò con i Seattle Seahawks. Con essi disputò l'ultima stagione in carriera, giocando tutte le 17 partite come titolare. Il 28 febbraio 2023 annunciò il ritiro.

## Palmarès

### Franchigia
- National Football Conference Championship: 1

Los Angeles Rams: 2018